# ویلیام روتو
ویلیام کیپچیرچیر ساموئی آراپ روتو (انگلیسی: William Ruto؛ زادهٔ ۲۱ دسامبر ۱۹۶۶) سیاستمدار کنیایی است که از ۱۳ سپتامبر ۲۰۲۲ به‌عنوان پنجمین رئیس‌جمهور کنیا خدمت می‌کند. او پیش از این، از سال ۲۰۱۳ تا ۲۰۲۲ به‌عنوان نخستین معاون رئیس‌جمهور کنیا فعالیت می‌کرد.او قبلاً در سه کابینه به‌عنوان وزیر کشور، وزیر کشاورزی و وزیر آموزش عالی خدمت کرده است.

## زندگی شخصی
روتو در سال ۱۹۹۱ با همسرش راشل شبت ازدواج کرد. این زوج جوان ابتدا در داگورتی زندگی می‌کردند و اولین فرزند خود را به نام نیک روتو در آنجا به دنیا آوردند.